# Takuo Okubo
Takuo Okubo (大久保 択生, Okubo Takuo), né le 18 septembre 1989, est un footballeur japonais.

## Biographie
Okubo commence sa carrière professionnelle en 2008 avec le club du Yokohama FC, club de J2 League. En 2011, il est transféré au JEF United Chiba. En 2014, il est transféré au V-Varen Nagasaki. Il dispute un total de 96 matchs en J2 League avec le club. En 2017, il est transféré au FC Tokyo, club de J1 League. En 2019, il est transféré au Sagan Tosu. En août 2019, il est transféré au Shimizu S-Pulse.